# Mollinedia lamprophylla
Mollinedia lamprophylla är en tvåhjärtbladig växtart som beskrevs av Janet Russell Perkins. Mollinedia lamprophylla ingår i släktet Mollinedia och familjen Monimiaceae. Inga underarter finns listade i Catalogue of Life.